# Klammer (BDSM)

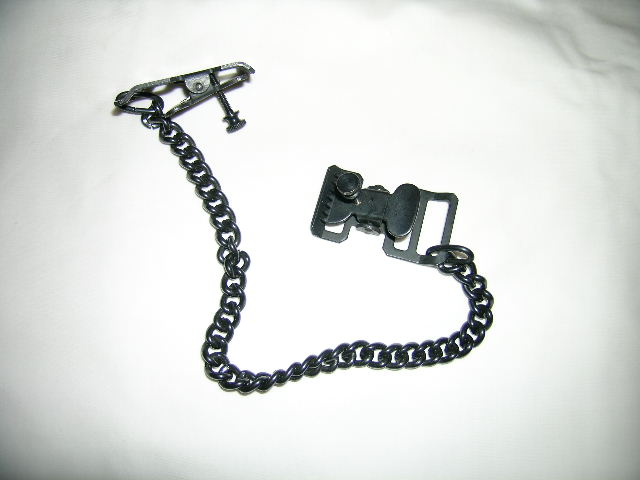
Breite Klammern mit Kette.

Eine Klammer ist ein Sexspielzeug, das zumeist von Tops im Rahmen von BDSM verwendet wird. Sie dienen sowohl zur Bestrafung wie auch zum Lustgewinn.
Klammern dienen dazu, empfindliche Körperteile wie Brustwarzen durch unterschiedlich stark angewandten Druck und Zug zu stimulieren. Sie werden an Männern und Frauen angewendet. Eine einfache Form ist die Verwendung von Wäscheklammern. Speziell für die BDSM-Anwendung hergestellte Klammern sind oft paarweise mit einer Kette verbunden. Daran werden mitunter kleine Gewichte gehängt, um die Zugkraft zu erhöhen. Ein solches Vorgehen dient zugleich einer zusätzlichen Immobilisierung der geklammerten Person, da jede Bewegung einen zusätzlichen Nervenreiz auslöst.

## Modelle

### Krokodilklammer

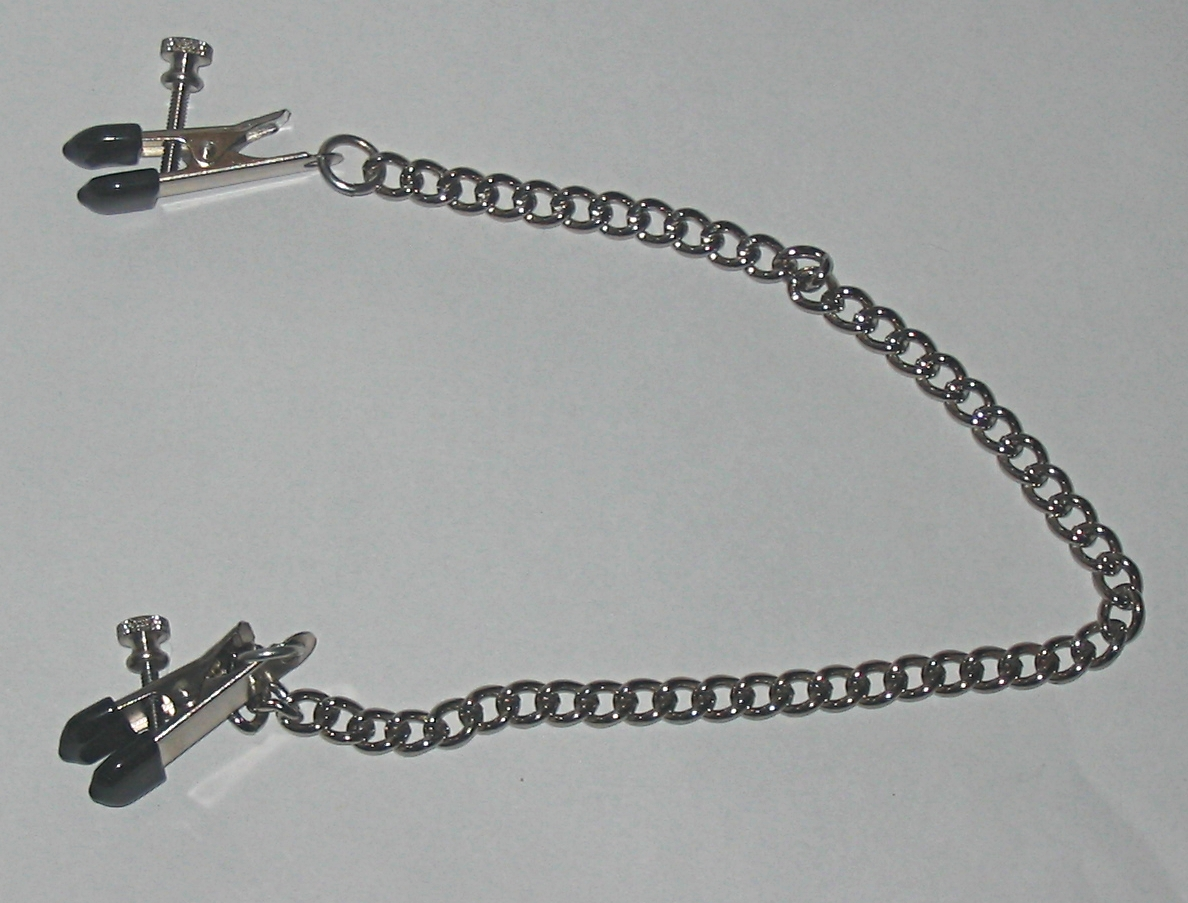
Krokodilklammern mit Endhüllen

Krokodilklammern bestehen zumeist aus zwei circa 5–10 cm langen Metallplättchen, die mit einer Federklammer verbunden sind. In der Regel befindet sich auf den jeweiligen Enden kleine Kunststoffhüllen, um das Gewebe zusätzlich vor Druckschäden zu schützen. Bei einigen Modellen lassen sich diese Hüllen abziehen. Die häufig unter diesen Hüllen ausgeprägten Metallzähnchen ermöglichen wahlweise eine erhöhte Fixierung an der gewählten Stelle. Bei vielen Modellen lässt sich der minimale Abstand zwischen den beiden Schenkeln der Klammer stufenlos durch das Verstellen einer kleinen Gewindestange über ein Metallrädchen variieren.

### „Pinzetten“-Klammern
„Pinzetten“-Klammern bestehen zumeist aus zwei circa 5–10 cm langen Metallstäbchen. Um eine effizientere Fixierung an dem jeweiligen Körperteil zu ermöglichen, sind diese in der Regel leicht gekrümmt. Zumeist befinden sich auf den jeweiligen Enden kleine Kunststoffhüllen, um das Gewebe zusätzlich vor Druckschäden zu schützen. Ein kleiner Ring umgibt die beiden Metallstäbchen und erlaubt es, den eingesetzten Druck durch seine unterschiedliche Positionierung auf der Längsachse der Stäbchen zu regulieren. Je weiter der Ring entlang der Stäbchen geschoben wird, desto höher ist der Druck. „Pinzetten“-Klammern werden hauptsächlich an Brustwarzen verwendet.

### Schmetterlingsklammern
Das ursprünglich aus Japan stammende Design der Schmetterlingsklammern ermöglicht es, dass sich der Druck der Klammern erhöht, sobald sich die an der Kette eingesetzte Zugkraft erhöht.
Im Gegensatz zu anderen Modellen ist so die Gefahr, dass die Klammern aufgrund von Zugkräften verrutschen, sehr stark reduziert. Schmetterlingsklammern sind sehr flach, aber mit einem Format von circa 10 cm mal 5 cm recht groß. Die am Gewebe aufliegenden Stellen sind durch kleine Kunststoffplatten abgegrenzt. Die Klammern werden durch Federn an der ausgewählten Körperstelle gehalten und üben einen im Vergleich zu anderen Modellen deutlich höheren Druck aus.

## Anwendung
Typische Anwendungsregionen sind die inneren und äußeren Schamlippen, die Klitoris, die Brustwarzen und der Hodensack. Selbst bei geringem Druck schränken sie die Blutzirkulation in den betroffenen Gewebebereichen ein und generieren einen dumpfen Schmerz, der in angrenzende Regionen ausstrahlt. Nach dem Entfernen der Klammern verstärkt sich der Schmerzreiz; dies kann durch einen anschließend nur sehr langsam abgebauten manuellen Druck auf die entsprechende Stelle gemindert werden.
Die Entfernung gesetzter Klammern erfolgt in der Regel manuell, kann aber auch unter Zuhilfenahme von Peitschen, Gerten oder Schnüren geschehen.

## Gefahren
Im Bereich des Drüsengewebes der weiblichen Brust kann der Einsatz von Klammern zu Entzündungen führen. Die Verwendung am Hodensack kann ebenfalls erhebliche Gewebeschäden nach sich ziehen. Viele Klammern sind mit abnehmbaren Kunststoffkappen ausgestattet, um oberflächliche Schäden zu reduzieren.